# Milena Smit
Elisa Milena Smit Márquez, plus connue sous le nom de Milena Smit, née le 5 octobre 1996 à Elche, est une mannequin et actrice espagnole de cinéma et de télévision.

## Biographie

### Jeunesse et formation
Originaire de la province d'Alicante, Milena Smit commence sa carrière en travaillant comme mannequin à l'âge de quinze ans. Elle tente sa chance à Elche, avant de déménager à Madrid à la recherche de nouvelles opportunités.
Elle suit une formation de comédienne à l'école d'art dramatique Cristina Rota, où elle reçoit l'enseignement de Bernard Hiller, coach d'acteurs tels que Leonardo DiCaprio et Cameron Diaz. Avant de devenir actrice, elle enchaîne de nombreux petits jobs comme serveuse, vendeuse, baby-sitter ou préposée aux renseignements dans le métro. Lorsqu'elle est appelée pour son premier film, elle travaille comme réceptionniste dans un hôtel.

### Carrière professionnelle
Après avoir participé à divers courts métrages tels que Diagonales (2018), Innermost (2020), Desde mi silla (2020) ou Adentro (2020), elle tourne dans le film Cross the Line de David Victori aux côtés de l'acteur espagnol Mario Casas. L'équipe de casting du film a découvert l'actrice via le réseau social Instagram.
Après sa participation à Cross the Line, elle est repérée par Pedro Almodóvar pour son film Madres paralelas, avec Penélope Cruz et Aitana Sánchez-Gijón, et dans lequel elle interprète Ana, une adolescente tombée enceinte par accident,. Le réalisateur déclare : « Elle a une intelligence émotionnelle et une sincérité qui ne s'apprennent dans aucune école. »
En 2021, elle obtient l'un des rôles principaux dans Alma, une série originale Netflix réalisée par Sergio G. Sánchez. La même année, elle joue l'héroïne dans Libélulas, le premier long-métrage de Luc Knowles.
En 2023 et 2025, elle joue le premier rôle de la série La Petite fille sous la neige, d'après l'œuvre de Javier Castillo.

## Reconnaissance
Milena Smit est nommée aux 35e Goya Awards dans la catégorie meilleure nouvelle actrice pour son travail dans le long métrage Cross the Line. Elle remporte pour ce rôle le prix Shining lors du Film Days.

## Filmographie

### Cinéma

#### Courts métrages
- 2018 : Diagonales de Román Reyes : Chica
- 2020 : Innermost de Mar Corrales : Laura
- 2020 : Desde mi silla de Román Reyes : la femme adulte
- 2020 : Adentro de Abril Garcia :

#### Longs métrages
- 2020 : Cross the Line (No mataras) de David Victori : Mila
- 2021 : Madres paralelas de Pedro Almodóvar : Ana
- 2022 : Libélulas de Luc Knowles : Cata[12]
- 2023 : Tin & Tina de Rubin Stein : Lola[13]
- 2024 : La Plateforme 2 (El hoyo 2) de Galder Gaztelu-Urrutia : Perempuan

### Télévision
- 2022 : Alma de Sergio G. Sánchez : Nico[14]
- 2023-2025 : La Petite fille sous la neige (La chica de nieve) (mini-série) : Miren Rojo
- 2024 : Bellas artes : Ulla Groh
- 2025 : Los sin nombre : Laura

### Clip
- 2018 : Una canço que em parla de tu d'Els Catarres, réalisé par Aitor Urbaneja : Alba
- 2020 : Me mataras de Macaco feat. Babi, réalisé par Abril Garcia et David Victori

## Distinctions
- 2021 : Prix El resplandor[Quoi ?] pour Madres paralelas